# Triovasálos
Triovasálos (Triovasalos) är en ort i Grekland.   Den ligger i prefekturen Kykladerna och regionen Sydegeiska öarna, i den sydöstra delen av landet, 150 km söder om huvudstaden Aten. Triovasálos ligger 115 meter över havet och antalet invånare är 838. Den ligger på ön Milos Island.
Terrängen runt Triovasálos är kuperad söderut, men norrut är den platt. Havet är nära Triovasálos åt nordväst.  Närmaste större samhälle är Adámas, 2,5 km sydost om Triovasálos. 